# Bourbon (Missouri)
Bourbon è un comune degli Stati Uniti d'America, situato nello Stato del Missouri, nella contea di Crawford.